# Diadocidia furnacea
Diadocidia furnacea är en tvåvingeart som beskrevs av Chandler 1994. Diadocidia furnacea ingår i släktet Diadocidia och familjen slemrörsmyggor.
Artens utbredningsområde är Israel. Inga underarter finns listade i Catalogue of Life.